# هارولد بادری
هارولد بادری (انگلیسی: Harold Buddery; ۶ اکتبر ۱۸۸۹ – ۲۳ اوت ۱۹۶۲) بازیکن فوتبال اهل بریتانیا بود.
از باشگاه‌هایی که در آن بازی کرده‌است می‌توان به باشگاه فوتبال شفیلد ونزدی، باشگاه فوتبال برافورد پارک آونیو، باشگاه فوتبال پورتسموث، باشگاه فوتبال دونکستر راورز، و باشگاه فوتبال ساوتند یونایتد اشاره کرد.